# Loi Quinctia
La loi Quinctia est une loi qui fut votée et appliquée en l'an 9 av. J.-C. et qui concerne les aqueducs de la ville de Rome. Elle nous est parvenue grâce à Frontin qui l'a rapportée dans son ouvrage De aquaeductus urbis romae (« Des aqueducs de la ville de Rome »).
Elle fut prononcée par le consul Titus Quinctius Crispinus en 9 av. J.-C., c'est-à-dire sous le principat d'Auguste. Frontin n'est pas contemporain de la proclamation et de l'application de la loi Quinctia. Il l'a rapportée dans son ouvrage « Au sujet des eaux de Rome » mais ne l'a pas personnellement entendue.
Le texte présente les thèmes suivants, à savoir la proposition de loi faite par le consul romain Titus Quinctius Crispinus, puis les diverses interdictions et les sanctions promulguées par celle-ci pour lutter contre les multiples fraudes et trafics d'eau illégaux qui s'opéraient à partir des aqueducs. À la fin cependant, certaines exceptions et autorisations particulières sont concédées dans des cas bien précis.

## La dénonciation des abus occasionnés par les grands propriétaires terriens
On peut lire à travers cette loi que le propriétaire d'un terrain adjacent ou proche d'un des conduits de l'aqueduc ne peut en aucun cas utiliser ce conduit et l'eau qu'il transporte dans un but personnel. On a donc ici l'exposition d'un problème qui existait à l'époque, à savoir le prélèvement illégal d'eau destinée à alimenter la ville de Rome, et qui a donc nécessité en conséquence l'application de cette loi. En effet, l'aqueduc passant parfois à côté de propriétés, les résidents en profitaient pour se servir d'une partie de l'eau qu'il transportait pour arroser et irriguer leurs cultures ou leurs jardins par exemple, ou encore pour créer des fontaines particulières dans leurs villas et les alimenter avec l'eau destinée initialement à servir le besoin public de la ville de Rome.
En effet, certains riches propriétaires terriens considèrent qu'ils ont un droit de ponction en eau sur les aqueducs traversant ou longeant leurs terres. En ce sens, ils n'hésitent pas à utiliser cette eau pour leurs cultures. Certains en viennent même jusqu'à acheter des terrains se situant à proximité de leurs propriétés, et qui sont traversés par des conduites d'eau, afin d'avoir un accès direct à cette eau pourtant publique.

## La lutte contre les fraudes
Cette loi n'est pas la première concernant les aqueducs. Mais devant l'inefficacité apparente de la première loi de 11 av. J.-C., une deuxième fut instituée deux ans après. La loi Quinctia est une loi plus sévère et répressive visant à mettre un terme au trafic d'eau et aux fraudes de plus en plus nombreuses qui sont commises par les fontainiers et les particuliers sur les aqueducs et autres canaux. Il est nécessaire pour l'empereur Auguste de reprendre en main les services d'approvisionnement en eau de la ville de Rome et de restaurer l'autorité centrale.

## Une loi s'inscrivant dans la législation augustéenne
Cette loi Quinctia s'intègre à la législation augustéenne contre ces fraudes. Les aqueducs constituaient des installations particulièrement couteuses et techniquement complexes, et ne se répandirent de ce fait dans les villes d’Italie qu’à partir de la fin du IIe siècle. Ils s’accompagnèrent de la mise en place de simples bassins-fontaines appelés lacus. Ces aménagements hydrauliques furent financés par les collectivités publiques jusqu’à la fin de la République romaine. Mais l'avènement de l’Empire marqua l’apparition d’un véritable évergétisme de l’eau en Italie. En effet, l'avènement d'Auguste s'accompagna de la construction de nombreux ouvrages au sein de la capitale, et notamment de complexes publics destinés à transporter et desservir de l'eau dans toute la ville de Rome, aussi bien chez les riches familles que pour la desserte publique. Ces constructions étaient possibles grâce aux richesses qui provenaient de  l'Empire. De nouveaux aqueducs furent érigés ainsi que de nombreuses fontaines publiques permettant d'avoir un accès pratique et rapide à l'eau. Si les riches pouvaient s'offrir le luxe d'avoir des conduits apportant de l'eau jusque dans leurs propriétés, la population disposait désormais de plusieurs fontaines publiques situées dans les rues, à proximité des lieux d'habitation. La politique augustéenne visait en effet à procurer à chaque Romain, riche ou pauvre, un meilleur accès à l'eau, et de l'eau de meilleure qualité. En cela, face aux prélèvements illégaux et aux fraudes de ceux qui prélèvent de l'eau à volonté pour leurs besoins personnels au détriment de la collectivité, Auguste met en place un système de gestion plus actif et plus compétent : il institue les curateurs des eaux, fonctionnaires d'État chargés de prévenir ces prélèvements illégaux sur les aqueducs amenant l'eau nécessaire à Rome. Ils sont chargés de surveiller les canalisations et les aqueducs de Rome et de ses environs, de les faire réparer et entretenir si besoin est, mais aussi de vérifier si des propriétaires n'ont pas fait installer des dérivations sur ces conduits leur permettant de faire construire des fontaines au sein de leurs   villae, ou encore d'entretenir des jardins privés et d'arroser leurs cultures avec de l'eau publique. S'il advient que de telles fraudes ont bien lieu, les curateurs des eaux ont le droit de contraindre les fraudeurs de faire cesser ces aménagements et de leur imposer des amendes particulièrement élevées puisqu'elles atteignent 100 000 sesterces.

## Bilan
En conclusion, cette loi traduit bien la volonté d'Auguste de faire respecter le vieux principe républicain des droits du public et de l'égal accès de tous aux bienfaits de l'eau, c'est-à-dire faire passer en priorité l'intérêt public sur l'intérêt privé de quelques privilégiés. La loi ne veut pas favoriser le luxe de quelques-uns mais au contraire les aqueducs doivent profiter au plus grand nombre. En effet, les riches propriétaires terriens s'approprient l'eau normalement destinée à la ville de Rome et à ses habitants, à savoir une grande majorité de plébéiens. L'une des volontés d'Auguste est que l'eau doit d'abord assurer l'utilité : en cela, elle doit pouvoir couler jour et nuit dans toutes les fontaines et la tâche prioritaire du service public est d'assurer l'hygiène et la sécurité par une distribution régulière de qualité.
Malheureusement, l'on constate par la suite que les manquements à la loi sont toujours fréquents. En effet, si l'on fait un bilan, la situation des aqueducs et de l'approvisionnement en eau sous le règne d'Auguste reste préoccupante : le rendement est inférieur aux capacités, des privilèges se sont créés, la loi n'est pas appliquée dans la majorité des cas et ceux qui font du trafic d'eau se sont considérablement enrichis. De plus, la corruption s'est rapidement installée parmi les curateurs des eaux et plus généralement parmi l'ensemble du personnel de surveillance et d'entretien des aqueducs. Le personnel d'entretien, qui est fréquemment employé pour d'autres tâches, ne peut pas recenser toutes ces fraudes et ne peut pas colmater l'ensemble des fuites naturelles ou volontairement provoquées par les fraudeurs. Par ailleurs, l'entretien des aqueducs se révèle très onéreux et les travaux de rénovation sont par conséquent rarement entrepris. Ainsi, cette loi est bien loin de mettre fin au problème, à tel point que deux siècles plus tard, à l'époque de Frontin, les mêmes problèmes persistent toujours et Frontin, étant lui-même curateur des eaux, sera confronté à ce même type de fraudes et de trafic illégal d'eau.